# 伊扎克
伊扎克是匈牙利的城鎮，位於該國南部，由巴奇-基什孔州負責管轄，面積113.76平方公里，鎮上有歷史博物館，2011年人口5,930，其中六成居民信奉天主教。
46°48′N 19°21′E / 46.800°N 19.350°E